# 東方海
東方海（拉丁語：Mare Orientale）是月海之一，位于月球正面最西部邊緣，難于在地球上觀測，其直徑為327公里，面積約6.9萬平方公里。宇宙飞船拍摄的图片揭示了它是月球上最引人注目的大型地质特征之一，类似一个环形靶心。

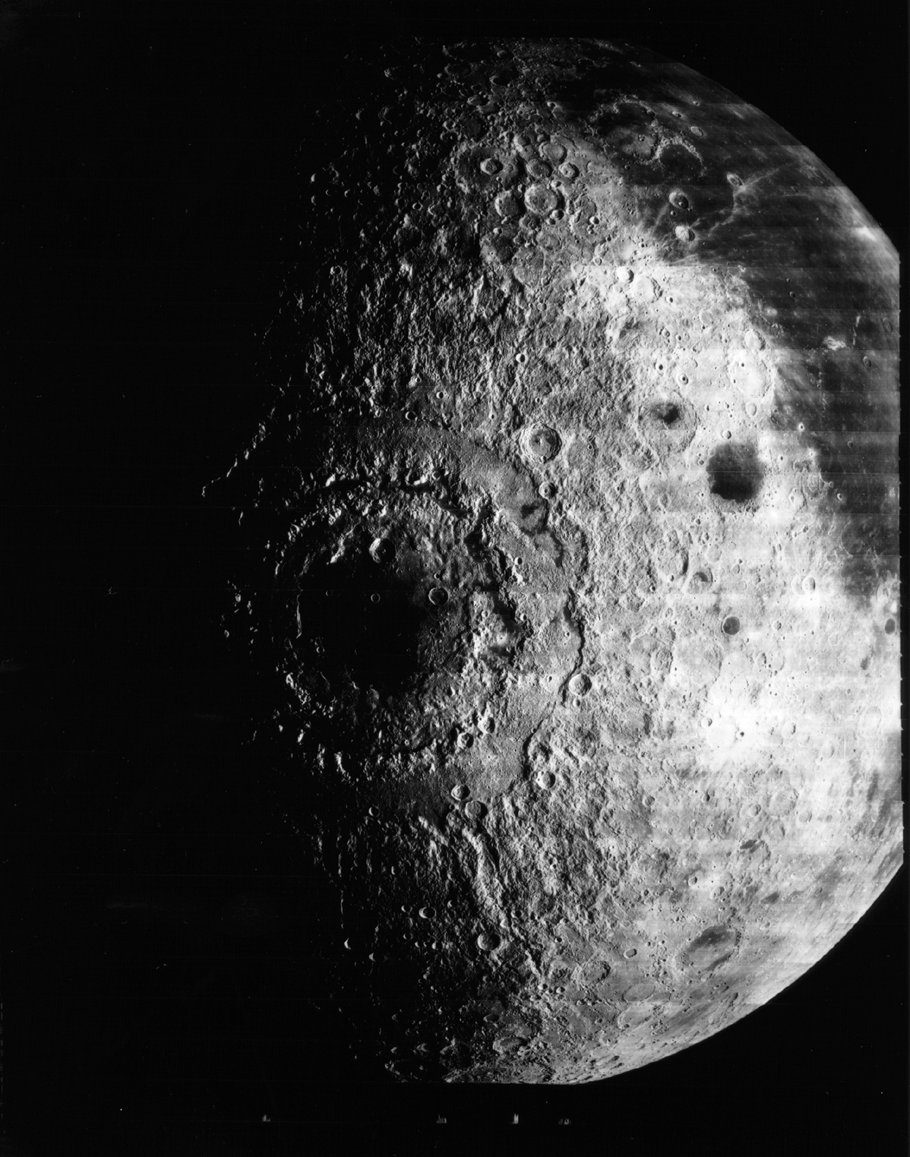
美国国家航空航天局月球軌道4号探測器於1967年拍攝的東方海照片

## 地质
20世纪60年代，一张由杰拉德·柯伊伯在月球与行星实验室修复的东方海照片提示了该月海实际上是一座撞击坑，横跨约900公里(560英里)左右，由一颗小行星般大小的物体撞击而成。相较其他大多数月球盆地，东方海覆盖的玄武岩较少，所以，能看到很多盆地结构。东方海中心区的玄武岩厚度可能小于1公里(0.62英里)，远低于朝向地球一面上的月海盆地。撞击在月壳内产生的冲击波形成了三个同心环的地貌。该巨大的多环陨石坑里面的二圈是「内鲁克山脈」和「外鲁克山脉」，最外圈是直径930公里的科迪勒拉山脉，由此向外，撞击产生的喷发物有些从山脚下一直连绵延伸至500公里(310英里)，形成了带山丘的崎岖表面和四向辐射的特征。
阿波罗计划并没有取得东方海的岩石样本，所以其准确年龄还尚不清楚。然而，它是月球最近期的撞击盆地，可能较大约38.5亿年的雨海盆地更年轻。该盆地周围的地质属早雨海世，而月海区地质则为晚雨海世。
位于东方海的背面是界海。
1968年，美国五艘月球轨道飞船的多普勒雷仪在东方海的中心探测到了一个质量瘤或高重力。后来的轨道飞行器如：月球探勘者和圣杯号探测器等都确认并精确地测绘了该质量瘤。

## 探索和命名
東方海从地球上很难观察到，因为它坐落在近月面的极西侧边缘，能看到的只有崎岖的山脉-鲁克山脉和科迪勒拉山脉以及一些隐约的暗黑月海 。但月球的天平动则意味着，在极少情况下，东方海会略微转向地球，并稍更可辨。
虽然许多天文学家都有过观察到该月海的迹象，但首位明确描述它的是德国天文学家尤利乌斯·海因里希·弗朗茨，在其1906年所著的"Der Mond"(《月球》)一书中。弗朗茨也对它进行了命名，当时，按惯例它被认为是位于月亮的东面，因此，弗朗茨以其位置命名它为“东方海”。这一悖论现在已知是缘于多年来天文学家在望远镜镜片中所看到的月球图像一直是颠倒的。1961年国际天文学联合会通过了有关月球上东方和西方的太空航行公约，这一侧现已被定为月球的西边缘。
首位详细研究东方海的威尔士出生的工程师和业余天文学家是休·珀西·威尔金(Hugh Percy Wilkins)"，他将它称之为“月球 X 月海”。弗朗茨的发现还并不为人熟知，1976年他的《月球指南》一书才得以出版。帕特里克·穆尔(Patrick Moore)声称是他和威尔金斯发现并于1946年命名了东方海，但穆尔后来又将这一荣誉归功于弗朗茨，在他的《2009年天文年鉴》中" ，称弗朗茨为东方海的发现者。

## 图集

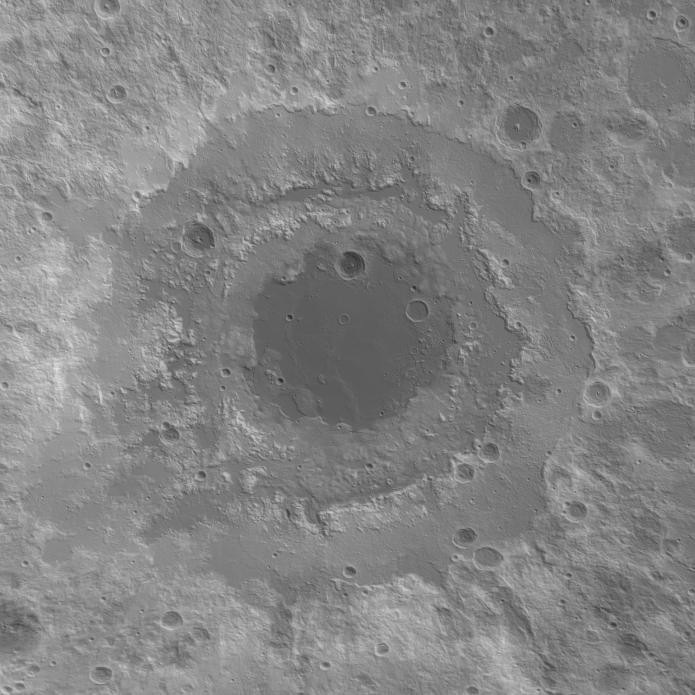
地形图
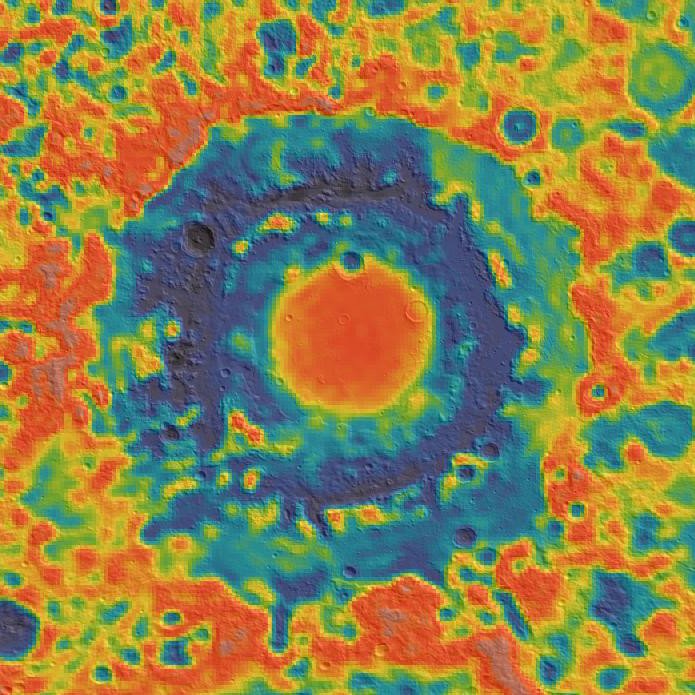
根据圣杯号飞船数据测绘的重力图
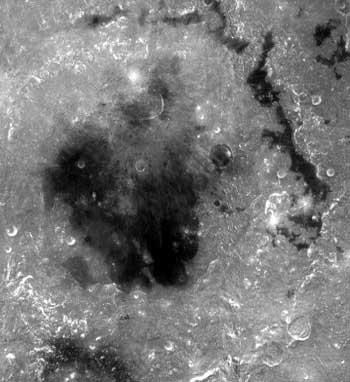
盆地中央反照率图
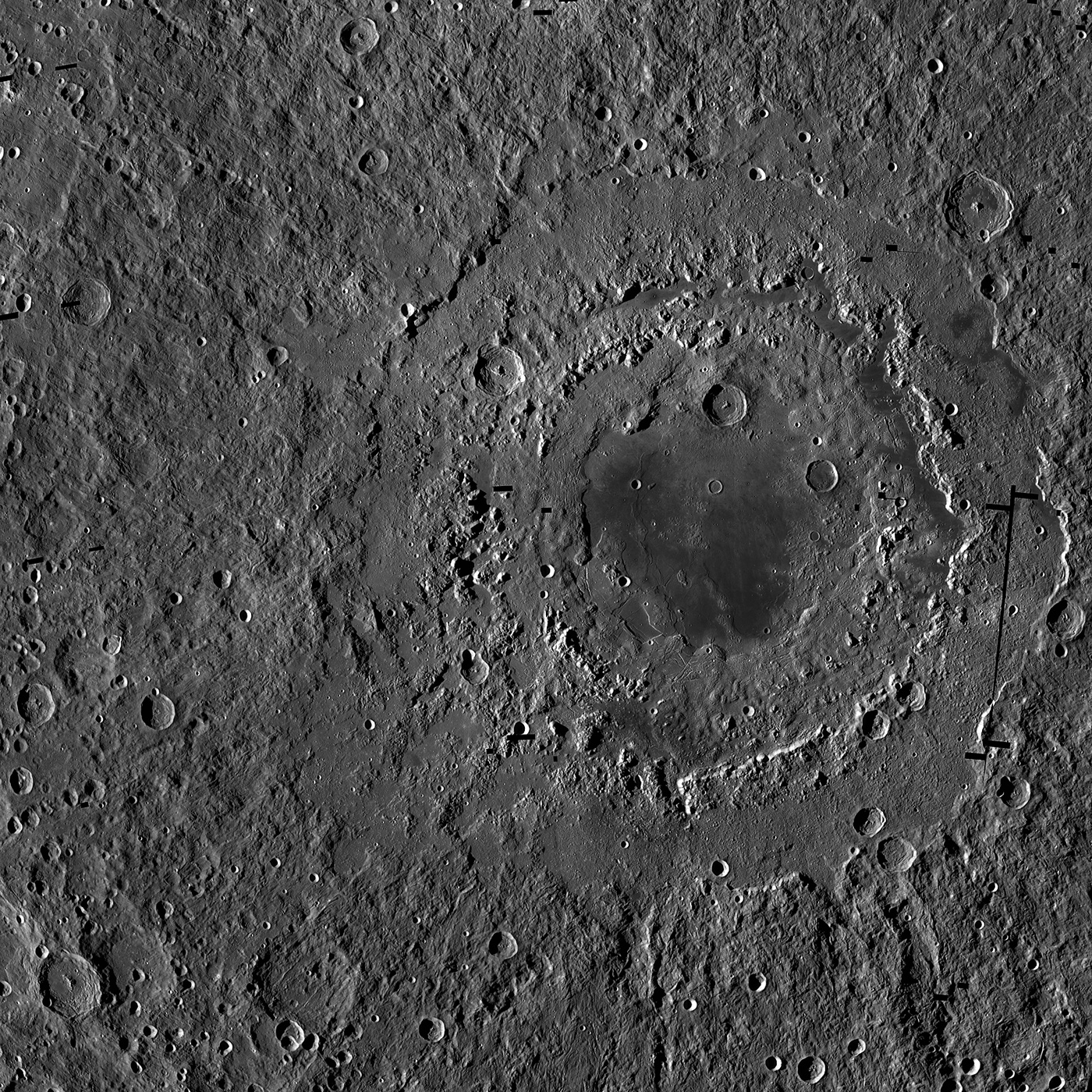
2010年月球勘测轨道飞行器拍摄的拼接图
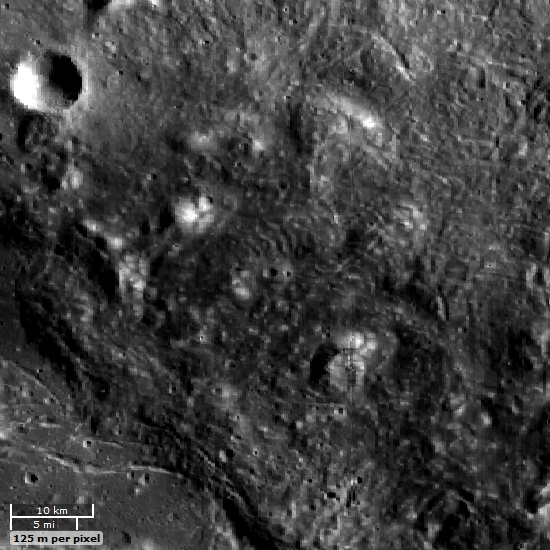
东方海盆地南侧的拱顶丘陵，可能形成于熔岩流[12]。
从地球上拍摄的满月照片，左边竖线标示着东方海

## 参引资料
1. ↑  The Moon: Mare Orientale （页面存档备份，存于） (http://the-moon.wikispaces.com （页面存档备份，存于）)
2. ↑  J. L..Whitford-Stark (1982) A Preliminary Analysis of Lunar Extra-Mare Basalts: Distribution, Compositions, Ages, Volumes, and Eruption Styles. The Moon and Planets 26, 323-338. (Tabla con áreas marinas lunares) （页面存档备份，存于）
3. ↑  Beals & Tanner 1975，第299-306頁.
4. ↑  Hartmann & Kuiper 1962，第51-66頁.
5. 1 2 3 4  Kiefer, Walter S. . Lunar and Planetary Institute.   [29 October 2013]. （原始内容存档于2021-03-14）.
6. ↑  Benningfield, Damond. . StarDate.org. McDonald Observatory. 17 June 2008  [29 October 2013]. （原始内容存档于2021-01-26）.
7. ↑   P. M. Muller, W. L. Sjogren. . Science. 1968,. 161 (3842): 680–684. doi:10.1126/science.161.3842.680.
8. ↑  Consolmagno & Davis 2011.
9. 1 2  Baum & Whitaker 2007，第129頁.
10. ↑  Baum & Whitaker 2007，第132頁.
11. 1 2  Baum & Whitaker 2007，第133頁.
12. ↑  Ulrich & Saunders 1968，第47-48頁.